# Корте-Франка
Корте-Франка (італ. Corte Franca) — муніципалітет в Італії, у регіоні Ломбардія, провінція Брешія.
Корте-Франка розташоване на відстані близько 470 км на північний захід від Рима, 65 км на схід від Мілана, 24 км на північний захід від Брешії.
Населення — 7220 осіб (2014).
Щорічний фестиваль відбувається 26 вересня. Покровитель — Santi Cosma e Damiano.

## Демографія
Населення за роками:

Станом на 1 січня 2023 року в муніципалітеті офіційно проживали 442 іноземці з 45 країн, серед них 116 громадян країн Євросоюзу та 43 громадяни України.

## Сусідні муніципалітети
- Адро
- Каццаго-Сан-Мартіно
- Ізео
- Пассірано
- Провальйо-д'Ізео